# Новый Рублёвский мост
Новый Рублёвский мост — мост через реку Сетунь в Западном административном округе Москвы. Лежит в створе Минской улицы.
Мост построили в 1961 году по проекту архитектора К. П. Савельева, под руководством инженера З. В. Фрейдиной. Своё название новый мост получил от расположенного в 350 метрах ниже по течению Сетуни Рублёвского моста. Тот мост был проложен ещё в 1912 году по старой трассе Рублёвского шоссе, и с открытием нового моста стал называться «старым».
Мост представляет собой мощную железобетонную пролетную конструкцию длиной 42,4 метра (длина каждого пролёта 13 метров) и шириной 29 метров. Главной целью постройки было создание новой автомобильной и пешеходной переправы взамен старого моста.

## Примечание
1. 1 2  Рита Долматова. Один из старейших мостов столицы расположен на Западе Москвы. На Западе Москвы (16 ноября 2015). Дата обращения: 13 сентября 2017. Архивировано 15 февраля 2016 года.
2. 1 2  Рублёвский Новый мост, Рублёвский Старый мост, Рублёвское шоссе // Москва: Энциклопедия / Глав. ред. А. Л. Нарочницкий. — М.: Советская энциклопедия, 1980. — 688 с., ил. — 200 000 экз.